# マンスフィールド (テキサス州)
マンスフィールド（Mansfield）は、アメリカ合衆国テキサス州のタラント郡にある都市。人口は7万2602人（2020年）。フォートワースの南東、ダラスの南西に位置している。市域の一部はジョンソン郡に入っている。
1909年に町として法人化した。当時は農業が主要産業であり、町中には小麦の製粉工場があった。ここで生産した小麦粉はテキサス州全域へ送られた。
マンスフィールドは公民権運動に最後まで抵抗したことで全米で有名になった。1954年のブラウン対教育委員会裁判後、州内の多くの自治体は黒人生徒を白人の学校へ入学させる措置を講じたが、マンスフィールド市長は裁判所の命令に従わず、黒人生徒の入学を許可しなかった。黒人生徒はフォートワースの学校に入学した。1965年になってマンスフィールド学区は黒人生徒の入学を許可した。

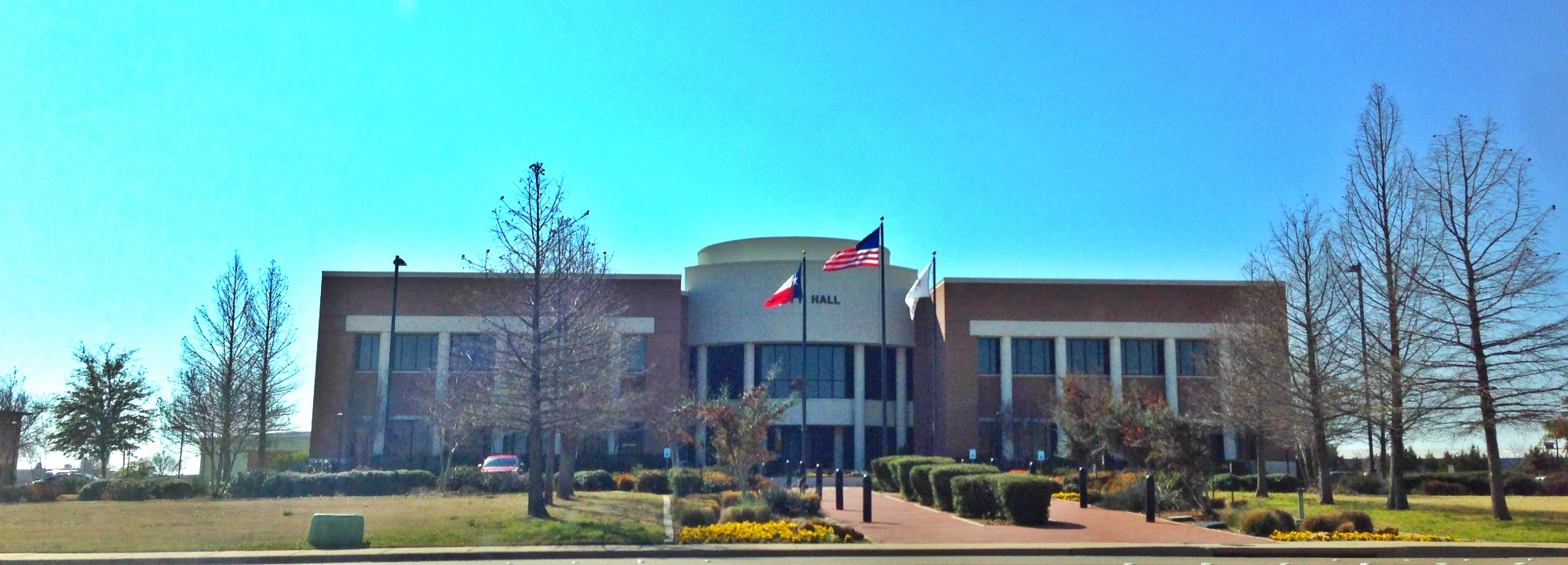
市役所